# Chrysogaster parumplicata
Chrysogaster parumplicata är en tvåvingeart som beskrevs av Friedrich Hermann Loew 1840. Chrysogaster parumplicata ingår i släktet ängsblomflugor, och familjen blomflugor.
Artens utbredningsområde är Polen. Inga underarter finns listade i Catalogue of Life.